# قرار مجلس الأمن التابع للأمم المتحدة رقم 470
قرار مجلس الأمن التابع للأمم المتحدة رقم 470، المعتمد في 30 مايو 1980، نظر في تقرير للأمين العام بشأن قوة الأمم المتحدة لمراقبة فض الاشتباك. وأشار المجلس إلى الجهود التي تبذلها لإحلال سلام دائم وعادل في الشرق الأوسط، ولكنه أعرب أيضاً عن قلقه إزاء حالة التوتر السائدة في المنطقة.
دعا المجلس الأطراف المعنية إلى التنفيذ الفوري للقرار 338 (1973)، وجدد ولاية قوة المراقبة لمدة 6 أشهر أخرى حتى 30 نوفمبر 1980، وطلب من الأمين العام تقديم تقرير عن الوضع في تلك الفترة.
وقد اتخذ القرار بأغلبية 14 صوتاً. لم تشارك الصين في التصويت.